# Iurie Darie
Iurie Darie (nume la naștere Iurie Darie-Maximciuc; n. 14 martie 1929, Vadul Rașcov, județul Soroca, Regatul României – d. 9 noiembrie 2012, București, România) a fost un actor român de scenă, film, radio, televiziune și voce. Interpret de comedii și filme de acține, al cărui aer juvenil parcă sfidează trecerea timpului.

## Biografie
Iurie Darie s-a născut în data de 14 martie 1929, în satul Cot, comuna Vadul Rașcov, județul Soroca, Regatul României (astăzi în raionul Soroca, Republica Moldova) din părinți învățători. Tatăl său a murit după opt ani de la căsătorie, de tuberculoză iar după ce mama s-a recăsătorit Iurie a preluat și numele „Darie”, al tatălui vitreg. Copilaria și-a petrecut-o în satul natal iar primele patru clase de liceu le face la Chișinău, la Liceul „Bogdan Petriceicu Hașdeu”, unde a învățat latină, germană și  română. În 1944, după ce familia s-a refugiat la Timișoara, a urmat cursurile Colegiului Loga. În 1948, după venirea în București, a început cursurile de pregătire pentru Conservator - cu Savel Știopul la regie și cu Toma Caragiu la actorie. Dotat cu talent la desen, dar având și reale însușiri pentru scenă, Iurie Darie a dat examen atât la Institutul de Arte Plastice, cât și la cel de Artă Teatrală și Cinematografică, reușind la ambele, dar alegându-l pe cel din urmă, pe care l-a absolvit în 1952. Din primul an de studenție a făcut figurație la Operă și la teatru. În 1950, după ce s-a înființat Institutul de Artă Teatrală și Cinematografică, a intrat în anul III de facultate la clasa Mariettei Sadova, cu Ana Barcan ca asistentă. Astfel, a învățat ce înseamnă actoria de la mari actori și profesori: Mihai Popescu și Marietta Sadova.
După absolvire, în 1952, a fost angajat la Studioul Actorului de Film unde a și debutat cu rolul Leonaș din Iașii în carnaval.

## Activitatea profesională
A debutat în cinematografie, în 1953, în pelicula Nepoții gornistului, în regia lui Dinu Negreanu, avându-i alături pe platoul de filmare pe Marga Barbu și pe Liviu Ciulei. În anul 1969, a fost ales de regizorul Mircea Drăgan pentru a juca în seria "Brigada Diverse", alături de Toma Caragiu, Sebastian Papaiani, Dem Rădulescu sau Puiu Călinescu.
A interpretat roluri memorabile în  peste 40 de producții cinematografice, printre care Băieții noștri (1959), S-a furat o bombă (1961), Vacanță la mare (1963), Dragoste la zero grade (1964), Atunci i-am condamnat pe toți la moarte (1972), Frații Jderi (1974), Ringul (1984), O zi la București (1987), Zîmbet de Soare (1988), În fiecare zi mi-e dor de tine (1988), Oglinda (1994), Punctul zero (1996), Triunghiul morții (1999). În 2004 a jucat în serialul de televiziune Numai iubirea.
Un moment important din cariera sa a fost perioada Teatrului de Comedie, perioadă în care Radu Beligan a avut flerul să adune câțiva actori ce aveau să facă faima acelui teatru . A jucat sub bagheta regizorului Lucian Giurchescu și apoi a lui David Esrig. I-a avut ca parteneri pe marii actori: Gheorghe Dinică, Marin Moraru, Mircea Albulescu, Dem Rădulescu, Sanda Toma, Vasilica Tastaman, Stela Popescu, Silviu Stănculescu. A jucat în spectacole de referință: Troilus și Cresida, Umbra și multe altele.
După Revoluția Română din 1989, a jucat în Pălăria, producție a Teatrului de Comedie, în regia lui Horațiu Mălăele (1998), Patru pe o canapea și valetul de Marc Camoletti, în regia lui Radu Nichifor (2000). De asemenea, actorul a colaborat și cu cineaști basarabeni, în filmul pentru copii "Moara", realizat în 1992, sau pe scena Teatrului Național „Mihai Eminescu” din Chișinău în Tata (stagiunea 1999-2000).
Iurie Darie s-a remarcat și în emisiunile de televiziune pentru copii, în care actorul își etala abilitatea de a desena, uneori cu ambele mâini. Într-o vreme făcea și turnee prin țară cu spectacole pentru copii, în care istorisea și desena o poveste simplă, dar plină de haz și de învățăminte.
A fost căsătorit cu actrița Consuela Rusu cu care a avut un fiu, regizorul Alexandru Darie, cel care a fost din 2002 până în 2019, și director al Teatrului „Lucia Sturdza Bulandra” din București.Tot la Teatrul de Comedie a cunoscut-o pe actrița Anca Pandrea, cea care i-a devenit parteneră de viață, după decesul prematur al soției.
Iurie Darie a decedat în data de 9 noiembrie 2012, la vârsta de 83 de ani, după o grea suferință, la domiciliul său de pe strada Chile nr. 12, din București.

## Distincții
- Ordinul Muncii clasa a III-a (26 august 1954) „pentru merite deosebite în realizarea filmelor «Nepoții Gornistului» și «Răsare soarele» (Nepoții Gornistului seria a II-a)”[8]
- Ordinul național Serviciul Credincios în grad de Cavaler (30 mai 2002) „pentru prestigioasa cariera artistică și talentul deosebit prin care au dat viață personajelor interpretate în filme, dar și pe scenă, cu prilejul celebrării unui veac de film românesc”[9]

## Filmografie
- Nepoții gornistului (1953)
- Răsare soarele (1954)
- Blanca (1955)
- Directorul nostru (1955)
- Pe răspunderea mea (1956)
- Alo?... Ați greșit numărul! (1958) - Victor Mancaș
- Băieții noștri (1960)
- S-a furat o bombă (1962)
- Post restant (1962)
- Vacanță la mare (1963)
- Dragoste la zero grade (1964)
- Mofturi 1900 (1965)
- Calea Victoriei sau cheia visurilor (1966)
- Faust XX (1966)
- Subteranul (1967)
- Răutăciosul adolescent (1969)
- Brigada Diverse intră în acțiune (1970)
- Signale - Ein Weltraumabenteuer (1970)
- Cenata na gradot (1970)
- Osceola (1971)
- Brigada Diverse în alertă! (1971)
- B.D. la munte și la mare (1971)
- Atunci i-am condamnat pe toți la moarte (1972)
- Ciprian Porumbescu (1973) - Nastasi
- Frații Jderi (1974)
- Ștefan cel Mare - Vaslui 1475 (1975)
- Cantemir (1975) - Mihuț Gălățeanu
- Mușchetarul român (1975) - Mihuț Gălățeanu
- Frați de cruce (1975) (Blutsbrüder), regia Werner W. Wallroth
- Ultima noapte a singurătății (1976)
- Serenadă pentru etajul XII (1976)
- Misterul lui Herodot (1977)
- Buzduganul cu trei peceți (1977)
- Pentru patrie (1978)
- Revanșa (1978)
- Cianura... și picătura de ploaie (1978)
- Severino (1978), regia Claus Dobberke
- Aprilie are 30 de zile (Ein April hat 30 Tage) (1979)
- Drumul oaselor (1980)
- Am fost șaisprezece (1980)
- Lumini și umbre (serial TV din 1981)
- Feuerdrachen (serial TV din 1981)
- Sing, Cowboy, sing (1981)
- Viraj periculos (1983)
- Ringul (1984)
- Galax (1984)
- Rămășagul (1985) - tâlharul păgubos
- O zi la București (1987)
- Cucoana Chirița (1987)
- Cale liberă (1987)
- François Villon – Poetul vagabond (1987) - povestitorul
- Zîmbet de Soare (1988)
- În fiecare zi mi-e dor de tine (1988)
- Chirița în Iași (1988)
- Moara (1990)
- Începutul adevărului (Oglinda) (1994)
- Punctul zero (1996)
- Triunghiul morții (1999)
- Numai iubirea (2004)
- Carol I - Un destin pentru România (2009)